# Slaget vid Midtskogen

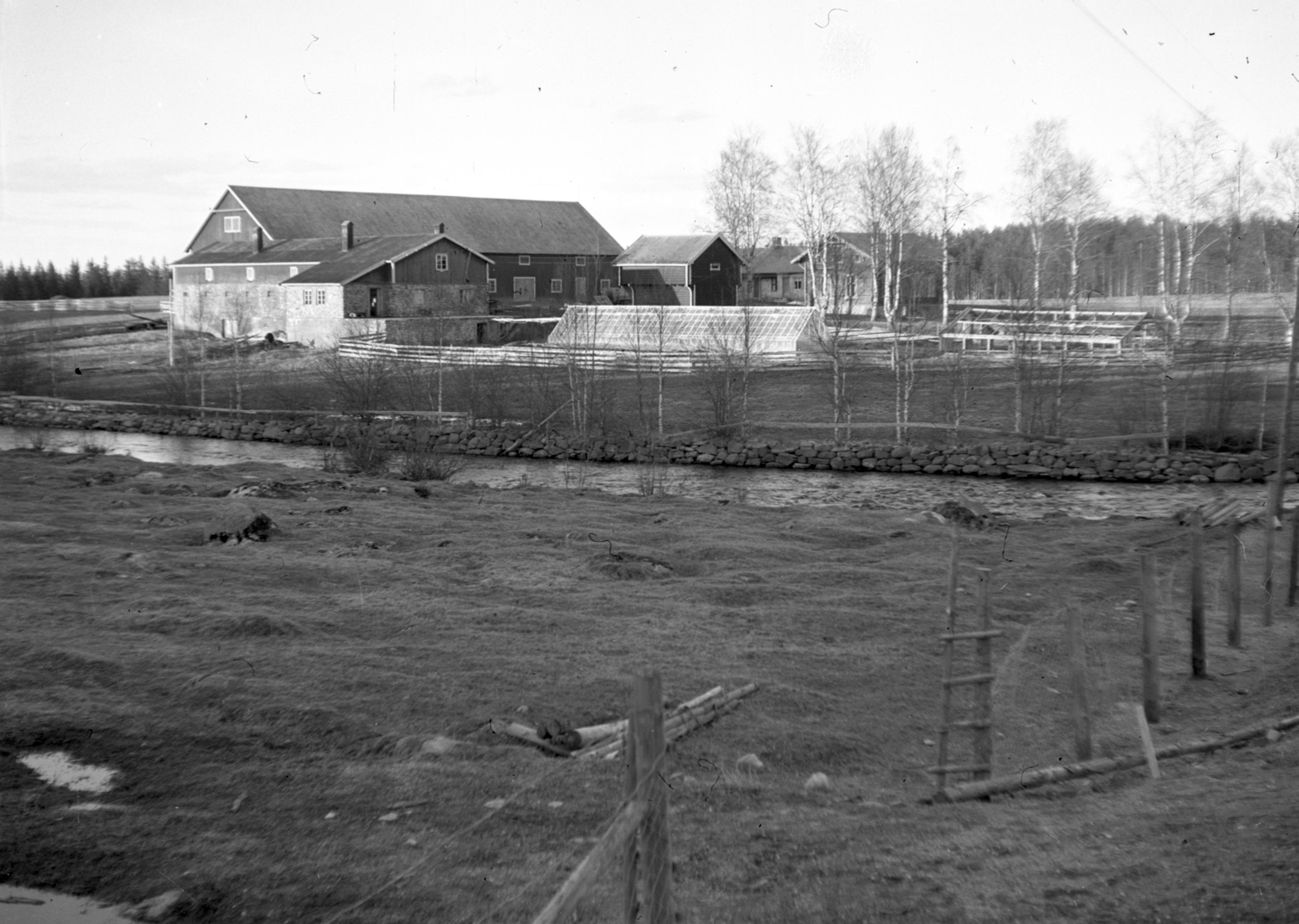
Midtskogens gård sedd från sydväst, med ån Terningåa framför

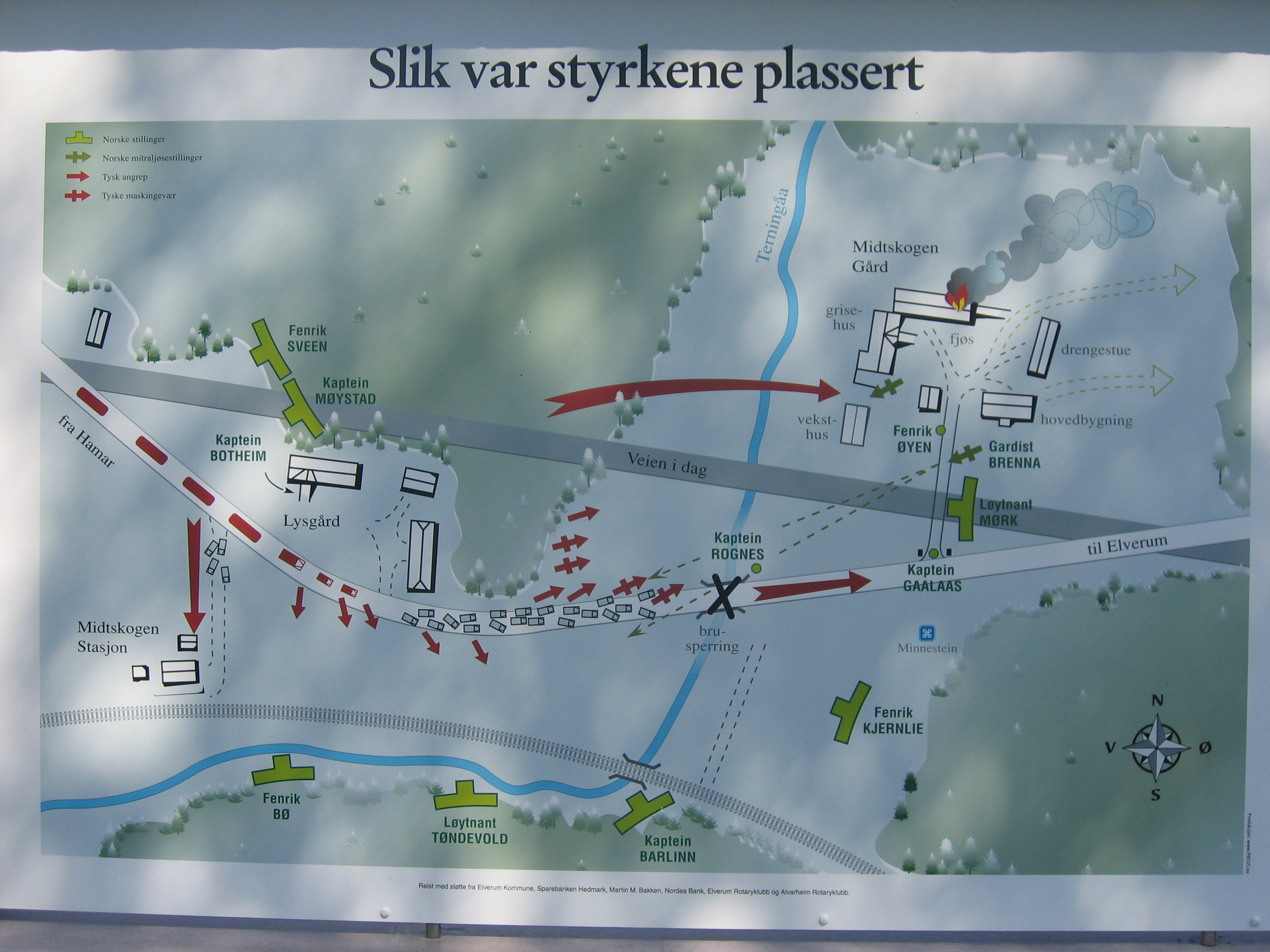
Styrkornas positioner vid Midtskogen

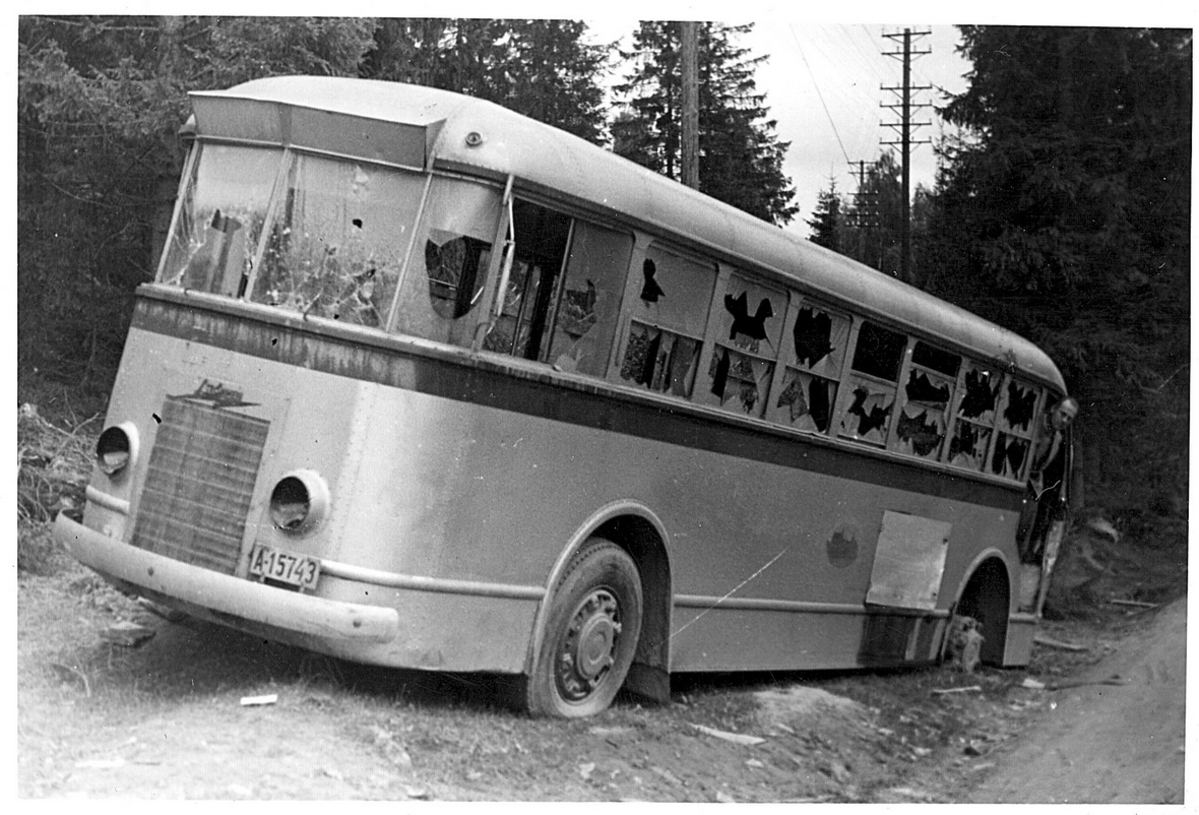
En av aluminiumbussarna från Oslo Sporveier, som tyskarna beslagtagit för räden efter kung Haakon VII, på denna bild skadad efter sammanstötning i Nittedal

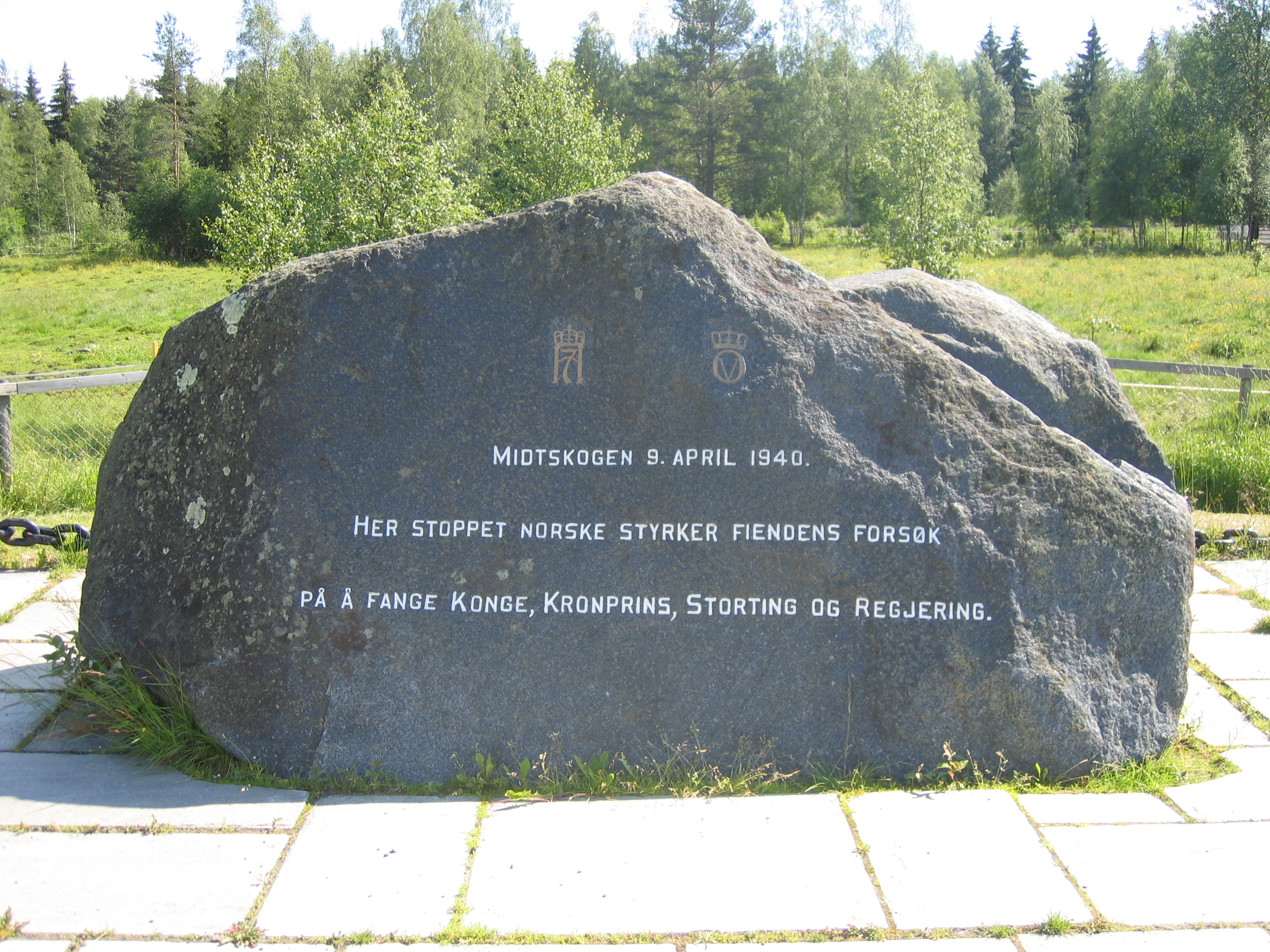
Minnessten vid Midtskogen

Slaget vid Midtskogen var en mindre drabbning mellan norsk och tysk militär 1940. Den utkämpades vid Midtskogens gård, fem kilometer väster om Elverum och utefter dåvarande huvudvägen mellan Hamar och Elverum, natten mellan den 9 och 10 april 1940.

## Bakgrund
Tyskland angrep Norge i Operation Weserübung tidigt på morgonen den 9 april 1940 och intog Oslo samma dag. Tysklands anfall mot Oslo fördröjdes av det norska kustartilleriets sänkning av den tunga kryssaren Blücher  i Oslofjorden. Detta gjorde att kung Haakon, kronprins Olav, regerings- och stortingsmedlemmar och tjänstemän i centralförvaltningen kunde lämna staden med ett extratåg klockan 07:00 från Østbanestasjonen norrut till Hamar. En tyskt kompani fallskärmsjägare på 100-120 man under befäl av den tyske armékaptenen och dåvarande flygattachén i Oslo Eberhard Spiller (1905-1940) tog upp förföljandet med en konvoj med fyra beslagtagna bussar, en beslagtagen armélastbil och Spillers personbil. Styrkan var beväpnad med ett antal kulsprutor, och målet var att tillfångataga kungen. I Hamar fann de att kungen och de andra hade lämnat staden för att fara vidare till Elverum.
En norsk hopsamlad styrka av soldater och frivilliga tog position vid Midtskogen. Den bestod av 20-30 soldater från Kongens Garde, rekryter från det militära träningslägret Terningmoen i Elverum samt medlemmar i lokala skytteföreningar, sammanlagt omkring 90 man under befäl av majoren Olaf Helset (1892-1960). Norrmännens beväpning var huvudsakligen norska Krag-Jørgensen M/1894 repetergevär samt två Colt m/29 kulsprutor.
Den norska planen var att ha en blockering av vägen vid Sagstuen, omedelbart väster om Terningmoen, och ytterligare en vid en en andra bro över ån Terningåa vid Midtskogens gård några kilometer västerut. Planen var att stoppa den tyska konvojen vid Midtskogen och tvinga tyskarna att ta sig fram till fots i djup snö, varefter de skulle dra sig tillbaka till Sagstuen och stoppa den tyska styrkan där. Tyskarna skulle beskjutas med kulsprutorna vid blockaden, och de gevärsförsedda soldaterna angripa från flyglarna.

## Striden
Blockaden bestod av lastbilar. Den vid denna tidpunkten, sent på kvällen, kraftiga personbilstrafiken gjorde att en flera hundra meter lång bilkö uppstod vid Midtskogen, vilket gjorde att den tyska konvojen stoppades längre från bron än beräknat. Den tyska styrkan hade lämnat Hamar mot Elverum klockan 1:00 natten till den 10 april, och nådde brospärren vid  Midtskogen 02:20. Tyskarna hamnade därmed utanför räckvidden från de norska kulsprutorna på Midtskogens gård. De tyska soldaterna nådde till fots Midtskogens gård omkring klockan 3:00. Striden utvecklades något annorlunda än vad norrmännen planerat, och en förvirrad strid kom att utkämpas vid Midtskogens gård, där ladan fattade eld av en tysk lysraket och lyste upp de norska ställningarna. Striden slutade efter omkring en timme utan något avgörande, varefter norrmännen drog sig tillbaka mot Elverum och tyskarna vände tillbaka till Oslo.

## Resultat
Förlusterna på bägge sidor var förhållandevis små. Tyskarna förlorade ett underbefäl och befälhavaren Eberhard Spiller skadades så allvarligt att han dog på sjukhus senare samma dag.  Norrmännen hade tre skadade, varav åtminstone en allvarligt skadad. Uppehållandet av tyskarna gav Stortinget tid att vid sitt sista möte i Elverum på Elverum folkehøgskole utfärda Elverumsfullmakten, som överförde makt temporärt från Stortinget till regeringen, varefter det upplöste sig. Det gav också kungafamiljen tid att fly vidare norrut. Staden Elverum utsattes den 11 april för omfattande tyska flygbombningar. Händelsen verkade också moralhöjande på det norska försvaret. Drabbningen var inte omfattande, men hade en strategisk betydelse.